# Piotr Buder
Piotr Buder (ur. 29 listopada 1907 w Wilnie, zm. 2 września 1957 w Gdańsku) – plutonowy Wojska Polskiego, obrońca Westerplatte, odznaczony Orderem Virtuti Militari.

## Życiorys
Był synem Henryka i Melanii z Gołtanowiczów.
Służbę wojskową pełnił w 1 pułku piechoty Legionów w Wilnie w latach 1937–1938. Latem 1938 został odkomenderowany do Wojskowej Składnicy Tranzytowej na Westerplatte, dokąd przybył 20 września. Na liście załogi figurował jako trzeci plutonowy zawodowy. Brał udział w obronie placówki jako dowódca wartowni numer 1. Po kapitulacji Westerplatte został wzięty do niewoli niemieckiej i trafił do Stalagu I A (nr jeniecki: 1872), w którym był osadzony do 1945.
Po wojnie na stałe osiadł w Warszawie. Zmarł na zawał serca w Gdańsku, podczas Zjazdu Westerplatczyków w 1957. Został pochowany na Cmentarzu Ofiar Hitleryzmu na gdańskiej Zaspie.

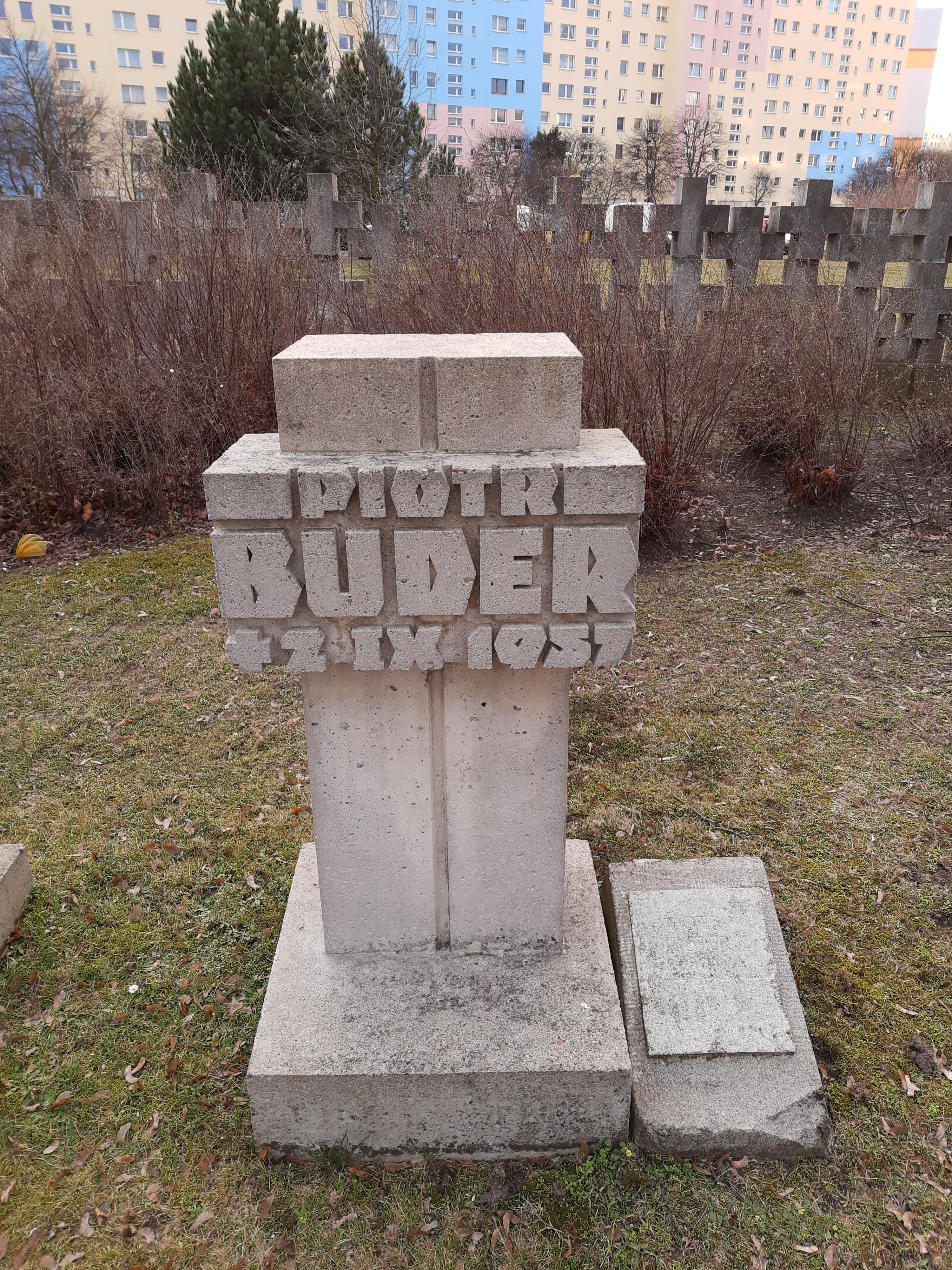
Grób Piotra Budera na Cmentarzu Ofiar Hitleryzmu na Zaspie

### Rodzina
Był żonaty i miał dwoje dzieci.

## Odznaczenia
- 1990 Krzyż Srebrny Orderu Virtuti Militari (pośmiertnie)

## Film
W wyreżyserowanym przez Stanisława Różewicza filmie fabularnym Westerplatte (1967) rolę plut. Piotra Budera zagrał Józef Nowak. Natomiast w obrazie Tajemnica Westerplatte (2013) w jego postać wcielił się Marcin Krawczyk.